# Rebekah Stott
Rebekah Stott (Papamoa, 17 giugno 1993) è una calciatrice neozelandese, difensore del Melbourne City e della nazionale neozelandese.

## Carriera
Inserita in rosa con Nazionale neozelandese qualificata per la fase finale dei Mondiali in Canada del 2015, durante la fase a gironi, al 28' segna la rete del parziale 1-0 nella partita contro la Cina, incontro poi conclusosi per 2-2.

## Palmarès

### Club
- Campionato australiano: 4

Melbourne City: 2015-2016, 2016-2017, 2017-2018, 2019-2020
- Campionato tedesco di seconda divisione: 1

Sand: 2013-2014

### Nazionale
- Coppa delle nazioni oceaniane femminile: 2

Nuova Zelanda: 2014, 2018
- Campionato asiatico femminile Under-16: 1

Australia: 2009